# Олимпия (филм)
Вижте пояснителната страница за други значения на Олимпия.
„Олимпия“ (на немски: Olympia) е германски документален филм от 1938 година, режисиран от Лени Рифенщал по неин собствен сценарий. Тове е втори документален филм на известната немска режисьорка след „Триумфът на волята“. Филмът е посветен на Олимпиадата в Берлин от 1936 година.

## Кинонагради
- 1937 – Гран-при и златен медал на Световното изложение в Париж;
- 1938 – Главен приз на Венецианския кинофестивал за най-добър филм, както и призовете на Швеция и Гърция;
- 1939 – Златен медал на Международния олимпийски комитет;
- 1948 – Олимпийска диплома от Международния кинофестивал в Лозана.